# Brasão de Montes Claros
O brasão de Montes Claros é um símbolo que representa o município brasileiro supracitado, localizado no interior do estado de Minas Gerais.
Consta de um escudo português e sua coroa de cinco torres representa a cidade. Em seu interior, duas flores-de-lis simbolizam Nossa Senhora da Conceição e São José, padroeiros da cidade, os dois morros representam os dois irmãos característicos da cidade localizado na Lapa grande. Abaixo, significando a denominação da cidade, apresentam-se os montes claros e de cada lado uma data: a primeira 1707, a fundação do povoado, e a segunda, 1857, a elevação à categoria de cidade. Sob o escudo, consta o versículo do Livro de Salmos 91 — "Sub Umbra Alarum Tuarum", que vem do latim e significa "Debaixo da sombra de Tuas asas".